# Gödel Lecturer
Als Gödel Lecturer ehrt die Association for Symbolic Logic (ASL) Personen, die sich auf dem Gebiet der mathematischen Logik hervorgetan haben. Die Preisträger werden jeweils zu einer Vorlesung eingeladen, die abwechselnd auf der jährlichen Hauptversammlung der ASL in Nordamerika und dem Sommertreffen in Europa stattfinden. Der Preis ist nach Kurt Gödel benannt.

## Preisträger
Jeweils mit dem Titel der Vorlesung:
- 1990 Ronald Jensen, Inner Models and Large Cardinals.
- 1991 Dana Scott, Will Logicians be Replaced by Machines?
- 1992 Joseph R. Shoenfield, The Priority Method.
- 1993 Angus Macintyre, Logic of Real and p-adic Analysis: Achievements and Challenges.
- 1994 Donald A. Martin, L(R): A Survey.
- 1995 Leo Harrington, Gödel, Heidegger, and Direct Perception (or, Why I am a Recursion Theorist).
- 1996 Saharon Shelah, Categoricity without compactness.
- 1997 Solomon Feferman, Occupations and Preoccupations with Gödel: His „Works“ and the Work.
- 1998 Alexander S. Kechris, Current Trends in Descriptive Set Theory.
- 1999 Stephen A. Cook, Logic and computational complexity.
- 2000 Jon Barwise, starb vor der Vorlesung
- 2001 Theodore A. Slaman, Recursion Theory.
- 2002 Harvey Friedman, Issues in the foundations of mathematics.
- 2003 Boris Zilber, Categoricity.
- 2004 Michael O. Rabin, Proofs persuasions and randomness in mathematics.
- 2005 Menachem Magidor, Skolem-Lowenheim theorems for generalized logics.
- 2006 Per Martin-Löf, The two layers of logic.
- 2007 Ehud Hrushovski, eine Vorlesung über sein Werk wurde in seiner Abwesenheit von Thomas Scanlon gehalten.
- 2008 W. Hugh Woodin, The Continuum Hypothesis, the ω Conjecture, and the inner model problem of one supercompact cardinal.
- 2009 Richard A. Shore, Reverse Mathematics: the Playground of Logic.
- 2010 Alexander Rasborow, Complexity of Propositional Proofs.
- 2011 Anand Pillay, First order theories.
- 2012 John R. Steel, The hereditarily ordinal definable sets in models of determinacy.
- 2013 Kit Fine, Truthmaker sematics.
- 2014 Julia Knight, Computable structure theory and formulas of special forms.
- 2015 Alex Wilkie, Complex continuations of functions definable in {\displaystyle \mathbb {R} _{an,exp}} with a diophantine application.
- 2016 Stevo Todorčević,  Basis problems in set theory.
- 2017 Charles Parsons, Gödel and the universe of sets.
- 2018 Rod Downey, Algorithmic randomness.
- 2019 Sam Buss, Totality, provability and feasibility.
- 2020 Elisabeth Bouscaren, The ubiquity of configurations in Model Theory.
- 2021 Matthew Foreman, Gödel Diffeomorphisms.
- 2022 Patricia Blanchette, Formalism in Logic.
- 2023 Carl Jockusch, From algorithms which succeed on a large set of inputs to the Turing degrees as a metric space.
- 2024 Thomas Scanlon, (Un)decidability in fields.